# Thomisus hararinus
Thomisus hararinus es una especie de araña cangrejo del género Thomisus, familia Thomisidae. Fue descrita científicamente por Caporiacco en 1947.

## Distribución
Esta especie se encuentra en Etiopía.